# Didn't He Ramble
Didn't He Ramble è il secondo album in studio di Glen Hansard, pubblicato il 18 settembre 2015 con Epitaph Records insieme alla ANTI-Records. La produzione dell'album è stata affidata a Thomas Bartlett e David Odlum. L'album ha ricevuto una nomination come miglior album folk alla 58ª edizione dei Grammy Awards.

## Tracce
1. Grace Beneath the Pines – 3:31
2. Wedding Ring – 4:47
3. Winning Streak – 3:21
4. Her Mercy – 4:46
5. McCormack's Wall – 4:39
6. Lowly Deserter – 3:02
7. Paying My Way – 3:34
8. My Little Ruin – 4:26
9. Just to Be the One – 3:13
10. Stay the Road – 4:01